# Acontista maroniensis
Acontista maroniensis es una especie de mantis de la familia Acanthopidae.

## Distribución geográfica
Se encuentra en Brasil y la Guayana francesa.